# GameSpy
Гејмспај, такође познат и као Гејмспај индустриз, део је IGN Entertainment, компанија која је углавном везана за видео-игре. GameSpy датира чак из 1996. са изласком интернет играоница за Quake и издавањем такозваног Куспај претраживача. Компанијијин штаб се тренутно налази у Коста Меси. А контролише је News Corporation поседујући 92,3% акција које јенаследио купивши IGN за 650 милиона долара 8. септембра 2005. године.
GameSpy покрива следеће брендове и производе: PlayStation 2, PlayStation 3, PSP, Xbox, , , , Game Boy Advance, Nintendo DS, N-Gage, и PC.